# دائرة برج بوعريريج
إحدى دوائر ولاية برج بوعريريج

## مواضيع ذات صلة
- دوائر ولاية برج بوعريريج